# Ран Ран Шо
Ран Ран Шо (енгл. Run Run Shaw; Нингбо, 19. новембар 1907 — Хонгконг, 7. јануар 2014) био је продуцент и предузетник из Хонгконга.
Он је био један од најутицајнијих личности у азијској индустрији забаве. 
Такође је познат и по томе што је 1964. открио астероид у Главном астероидном појасу имеђу Марса и Јупитера и који је назван по њему.
Он је 1977. добио титулу витеза од краљице Елизабете II. 
Преминуо је 7. јануара 2014. у 106. години.